# Regent Street
Regent Street è una delle strade più importanti di Londra, situata nel West End, nota a turisti e londinesi, famosa per le sue luminarie. Ha preso il nome dal Principe Reggente, poi divenuto re, Giorgio IV, comunemente associata all'architetto John Nash, nonostante tutti gli edifici del tempo siano stati ricostruiti.
La strada venne completata nel 1825 e fu uno dei primi esempi di pianificazione urbanistica realizzata tagliando trasversalmente le vecchie strade del XVII e XVIII secolo fra le quali venne tracciata. Inizia dalla residenza del Principe Reggente per terminare a St. James's a sud attraversando Piccadilly Circus e Oxford Circus, fino alla All Souls Church. Da lì continua poi verso Regent's Park.
Tutti gli edifici di Regent Street sono tutelati dalle norme di tutela del patrimonio immobiliare della città di Londra.

## Storia

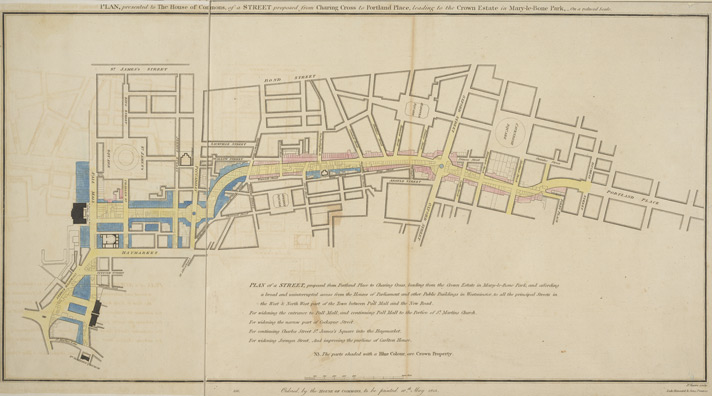
Il progetto di costruzione di Regent Street, pubblicato nel 1813, diceva "Progetto, presentato alla House of Commons, di una strada che va da Charing Cross a Portland Place, che condurrà da Crown Estate a Marylebone Park".

### Dal 1811 al 1825
Regent Street fu una delle prime strade di Londra ad essere oggetto di una pianificazione urbanistica. Dopo il Grande incendio di Londra del 1666, Sir Christopher Wren tracciò un piano per la ricostruzione della città sul modello classico, ma non venne mai seguito. Soltanto nel 1811 John Nash disegnò un piano che distingueva da un punto di vista architettonico, vie di comunicazione e spazi pubblici: Carlton House Terrace su The Mall, Piccadilly Circus, Regent Street e Regent's Park con i suoi grandi spazi. Il progetto venne sottoposto ad approvazione dal Parlamento inglese.
Mentre le zone intorno al parco vennero considerate come residenziali, Regent Street fu intesa più come zona commerciale, pertanto non vennero previsti giardini o spazi pubblici. La strada seguì il percorso delle vie esistenti e tracciata in modo da utilizzare al meglio i terreni disponibili. Nonostante questo accorgimento, si dovette far ricorso a diverse demolizioni e pagare grosse somme per espropri di terreni privati. Il Ministero del Tesoro fu propenso a questi grossi investimenti per dare impulso ad un'economia britannica molto disastrata a causa del lungo periodo delle Guerre napoleoniche.
Il progetto venne approvato dal Parlamento nel 1813, e la costruzione iniziò nel 1814 per terminare nel 1825. Gli edifici vennero progettati da Charles Robert Cockerell, John Soane e fra gli altri dallo stesso Nash. In un primo tempo la strada venne chiamata New Street, una linea di demarcazione fra Soho, considerato un quartiere poco rispettabile, e le eleganti piazze e strade di Mayfair.

### Ricostruzione: dal 1895 al 1927
Verso la fine del XIX secolo, gli antichi edifici non erano più adatti alle nuove esigenze commerciali. Erano piccoli e di vecchia concezione. In quel periodo vennero aperti i primi grandi magazzini: Dickins & Jones, Garrard & Co., Swan and Edgar, Hamleys and Liberty & Co.
Peraltro, le grandi costruzioni realizzate da Nash non erano il massimo della solidità, infatti erano costruite usando lo stucco ad imitazione della pietra. Poiché i 99 anni di locazione del suolo volgevano al termine, Regent Street venne ricostruita tra il 1895 ed il 1927. Infatti la Regent Street che osserviamo oggi è il frutto di tale ricostruzione. A sud di Oxford Circus, nessuno degli edifici oggi presenti fa parte della prima costruzione.
Regent Street è un esempio di architettura ad alto livello: un insieme di grandi edifici, disegnato per produrre ed armonizzare un effetto di grandiosità. Vennero decise dal governo regole rigide per la ricostruzione. Ogni isolato doveva possedere un prospetto unificato, rifinito in pietra di Portland, con un'altezza del rivestimento di metri 19,80 da terra, escluse le mansarde. Il primo edificio ad essere ricostruito fu Regent House, a sud di Oxford Circus.
La progettazione venne effettuata da un ristretto numero di architetti. Fra quelli incaricati vi furono, John James Burnet, Arthur Joseph Davis e Henry Tanner.
I lavori vennero ritardati a causa della prima guerra mondiale, così la costruzione fu terminata soltanto nel 1927, con l'inaugurazione da parte di Giorgio V e della regina Mary.

## Monumenti e negozi famosi

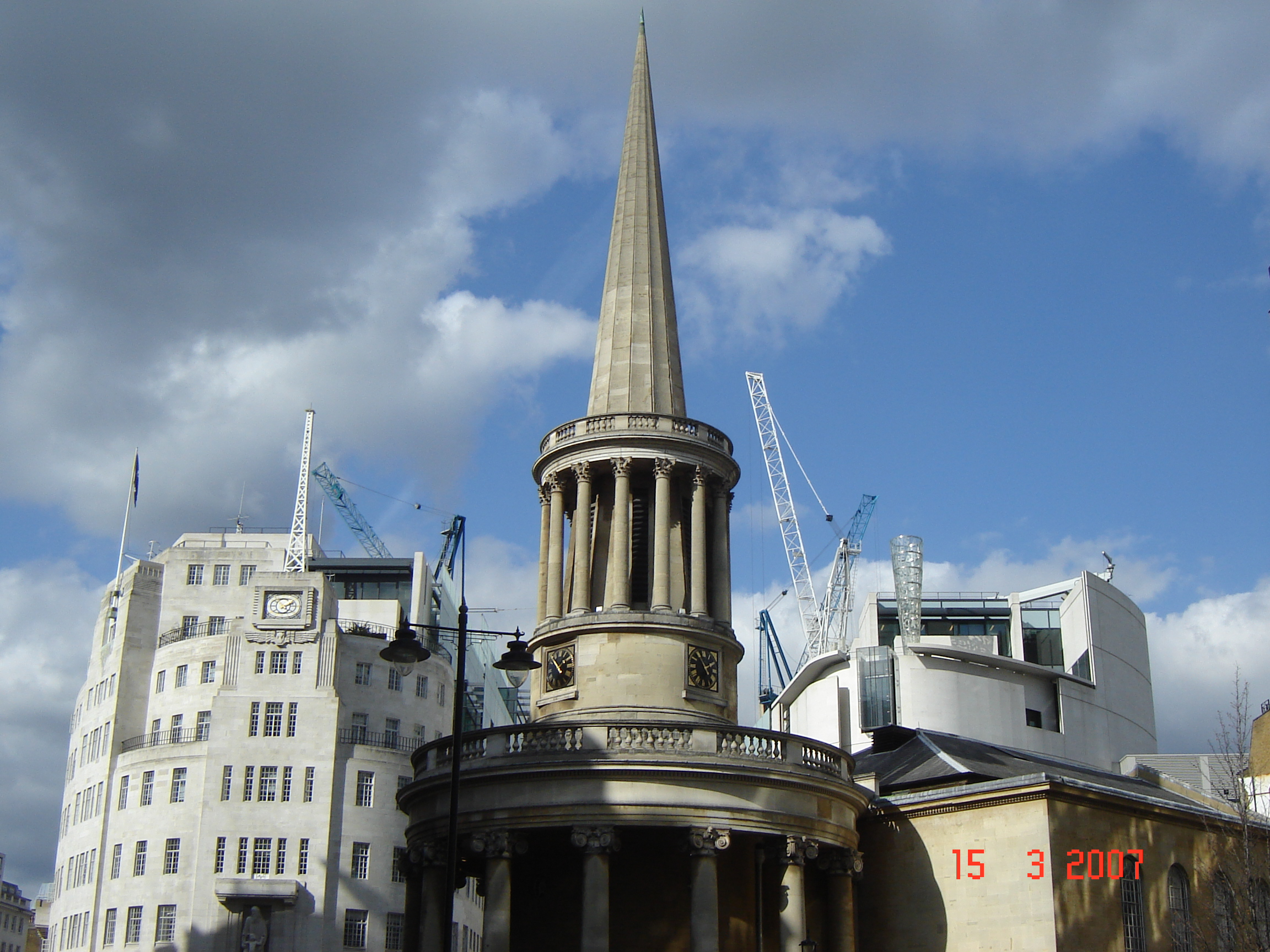
La chiesa di All Souls, alla sommità di Lower Regent Street, fra la Broadcasting House e la nuova BBC Egton Wing

### All Souls Church
La All Souls Church, Langham Place, è una chiesa posta alla sommità di Regent Street, vicino a Broadcasting House. È dotata di un portico circolare sormontato da una guglia in pietra. Completata nel 1823 e consacrata nel 1824, è l'unico edificio sopravvissuto di Regent Street e disegnato da John Nash.

### Apple store

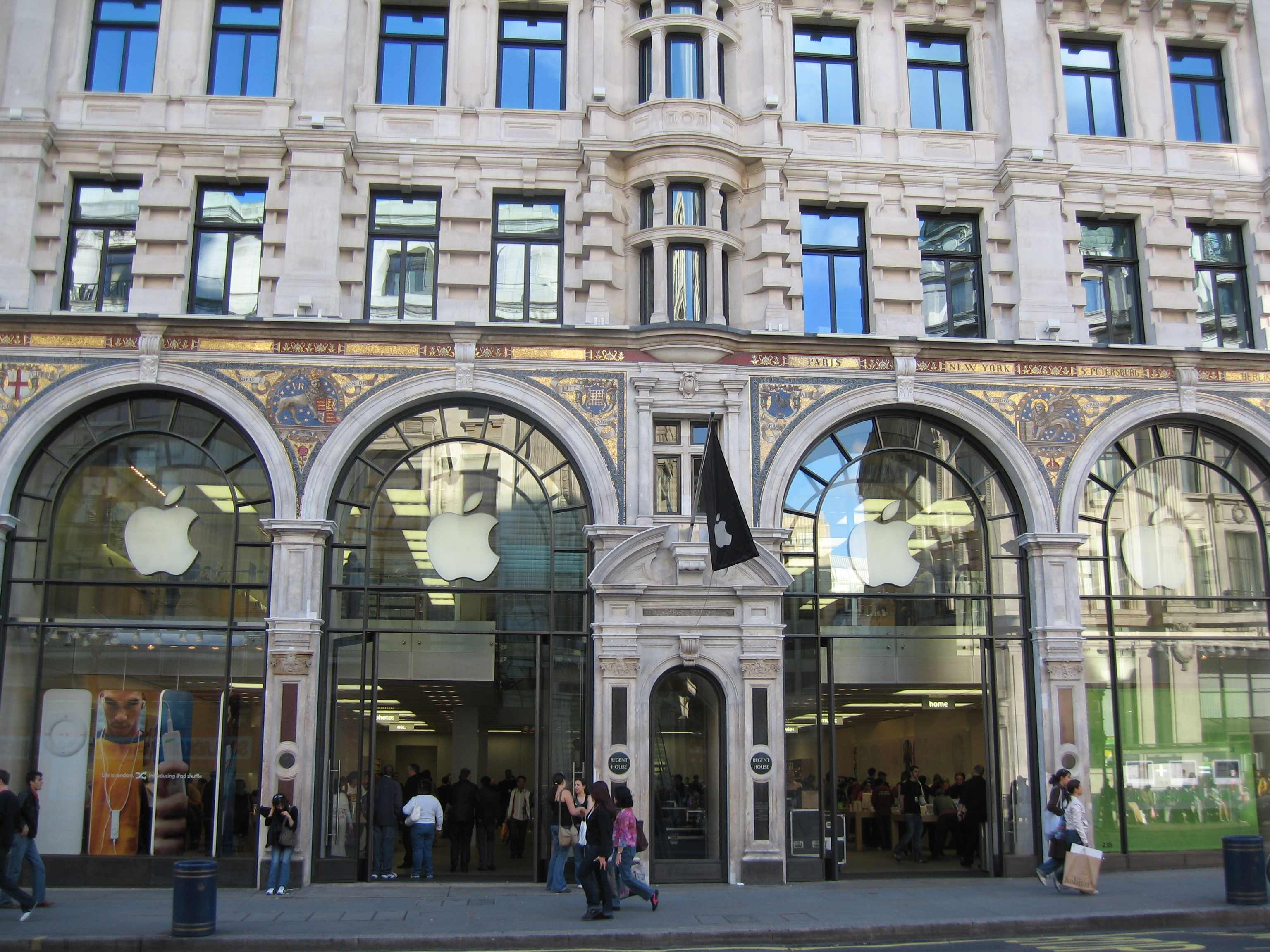
Apple retail store su Regent Street.

L'Apple retail store venne aperto a Regent Street nel novembre 2004. All'epoca rappresentava il primo negozio del genere realizzato in Europa e soltanto il quarto al di fuori degli Stati Uniti. Dal giugno 2009, il negozio di Regent Street è il più grande negozio al dettaglio Apple al mondo.

### Austin Reed
Il negozio Austin Reed è ubicato ai numeri 103-113 di Regent Street. È dotato di un grande atrio dove al centro sono stati posti degli ascensori in vetro che consentono la visione panoramica dei reparti sistemati nei vari piani.

### Broadcasting House
La sede della BBC si trova nella Broadcasting House, il cui ingresso principale, ubicato in Langham Place, segna la sommità di Regent Street. Il palazzo, rivestito in pietra di Portland, risale agli anni trenta ed è in stile Art déco. Di fronte all'ingresso principale si trova una scultura di Eric Gill.

### Café Royal
Il Café Royal, sito al 68 di Regent Street, nel Quadrant, venne aperto nel 1865 divenendo presto un'istituzione per l'alta società di Londra. L'edificio attuale di Sir Reginald Blomfield venne realizzato nel 1928. Il Café Royal fu chiuso nel dicembre 2008, in attuazione del Crown Estate Plans che prevede la ricostruzione di questa parte di Regent Street.

### Dickins & Jones
Nel giugno 2005 la proprietà della House of Fraser annunciò che il grande magazzino Dickins & Jones, aperto nel 1803 e spostato nel 1835 in Regent Street, avrebbe chiuso i battenti nel gennaio 2006. Il negozio aveva riportato per diversi anni grosse perdite economiche a causa della concorrenza del vicino e più alla moda Liberty. L'edificio venne ristrutturato e trasformato, al piano terra, in negozi di più modeste dimensioni, mentre i piani superiori furono trasformati in uffici.

### Hamleys
Il negozio di giocattoli Hamleys è ubicato a circa 100 metri a sud di Oxford Circus, sul lato est della strada. Alla sua apertura ad Holborn gli fu assegnato il nome di Noah's Ark e nel 1906 venne trasferito all'attuale indirizzo. Fino agli anni novanta è stato il negozio di giocattoli più grande del mondo, strutturato su sei piani. L'attuale negozio più grande al mondo è oggi Toys "R" Us a New York.

### Liberty
Il grande magazzino Liberty, era un tempo noto come il miglior negozio al dettaglio di articoli in stile Art Nouveau. Fondato dall'imprenditore Arthur Lasenby Liberty che, acceso un prestito di 2.000 sterline nel 1874, acquistò il numero 218 di Regent Street. Il negozio aprì nel 1875 con soli tre commessi. Inizialmente vendeva soprammobili ed oggetti artistici provenienti dal Giappone e dall'Estremo oriente. Negli anni venti, un magazzino in stile Tudor, venne realizzato dagli architetti Edwin T. Hall ed Edwin S. Hall, utilizzando il legname di due vascelli da guerra della Royal Navy, la HMS Impregnable e la HMS Hindustan. IL negozio, ubicato in due stabili diversi, era collegato da un ponte che scavalcava Kingly Street, che collegava l'edificio Tudor all'adiacente edificio rivestito in pietra con prospetto su Regent Street. Comunque, ormai da molto tempo non occupa più quest'ultimo immobile e l'attuale ingresso si trova in Great Marlborough Street.

### Stazione della metropolitana di Oxford Circus
Oxford Circus è l'incrocio più frequentato di Londra e si trova fra Regent Street e Oxford Street. Vi si trova la stazione Oxford Circus della metropolitana di Londra, la più trafficata della città. In essa transitano tre linee (Central, Bakerloo e Victoria).

### Paris Theatre
Il Paris Theatre era ubicato in Lower Regent Street, vicino ad altri edifici della BBC e vi si esibivano importanti gruppi rock.

### Università di Westminster
In Regent Street ha sede l'Università di Westminster, fondata nel 1838, con il nome di Royal Polytechnic Institution, e tra le prime istituzioni politecniche del Regno Unito.

## Eventi
In questa strada, tutti gli anni si svolge il Regent Street Festival, in occasione del quale la strada viene chiusa al traffico per un giorno intero. Le illuminazioni natalizie sono, a Londra, una tradizione che data ormai dal 1948, quando la Regent Street Association decorò la strada per la prima volta con numerosi alberi di Natale. L'illuminazione non era consentita fino al 1949, a seguito delle restrizioni al consumo di energia elettrica dovute alle problematiche del secondo dopoguerra e la prima illuminazione generale venne realizzata soltanto nel 1953. È diversa tutti gli anni ed ha inizio con una cerimonia, la prima settimana di novembre. Il 6 luglio 2004, circa 500.000 persone assistettero in Regent Street e nelle strade circostanti, ad una esibizione-parata di vetture di Formula Uno.

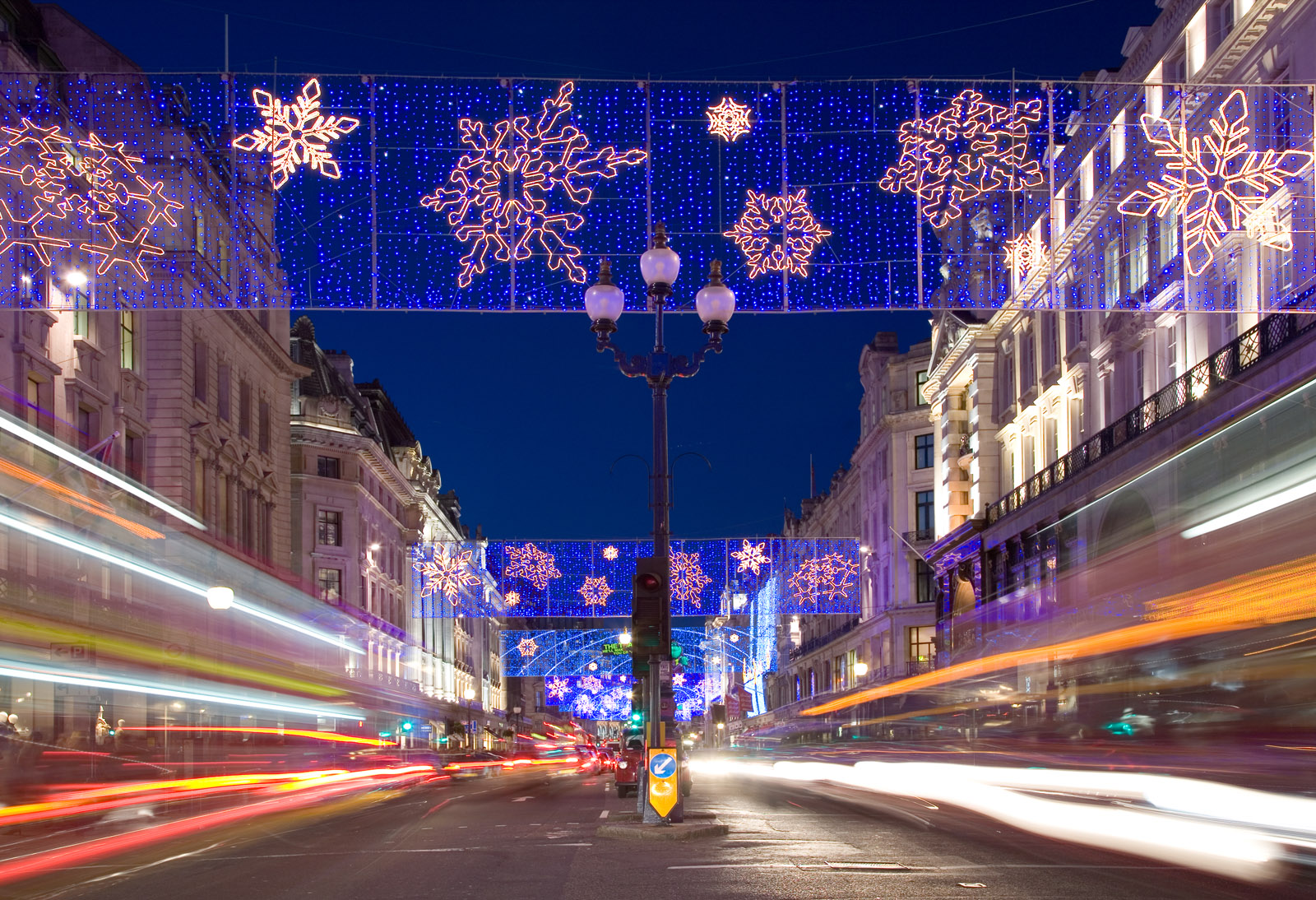
Illuminazioni natalizie del 2006 a Regent Street.
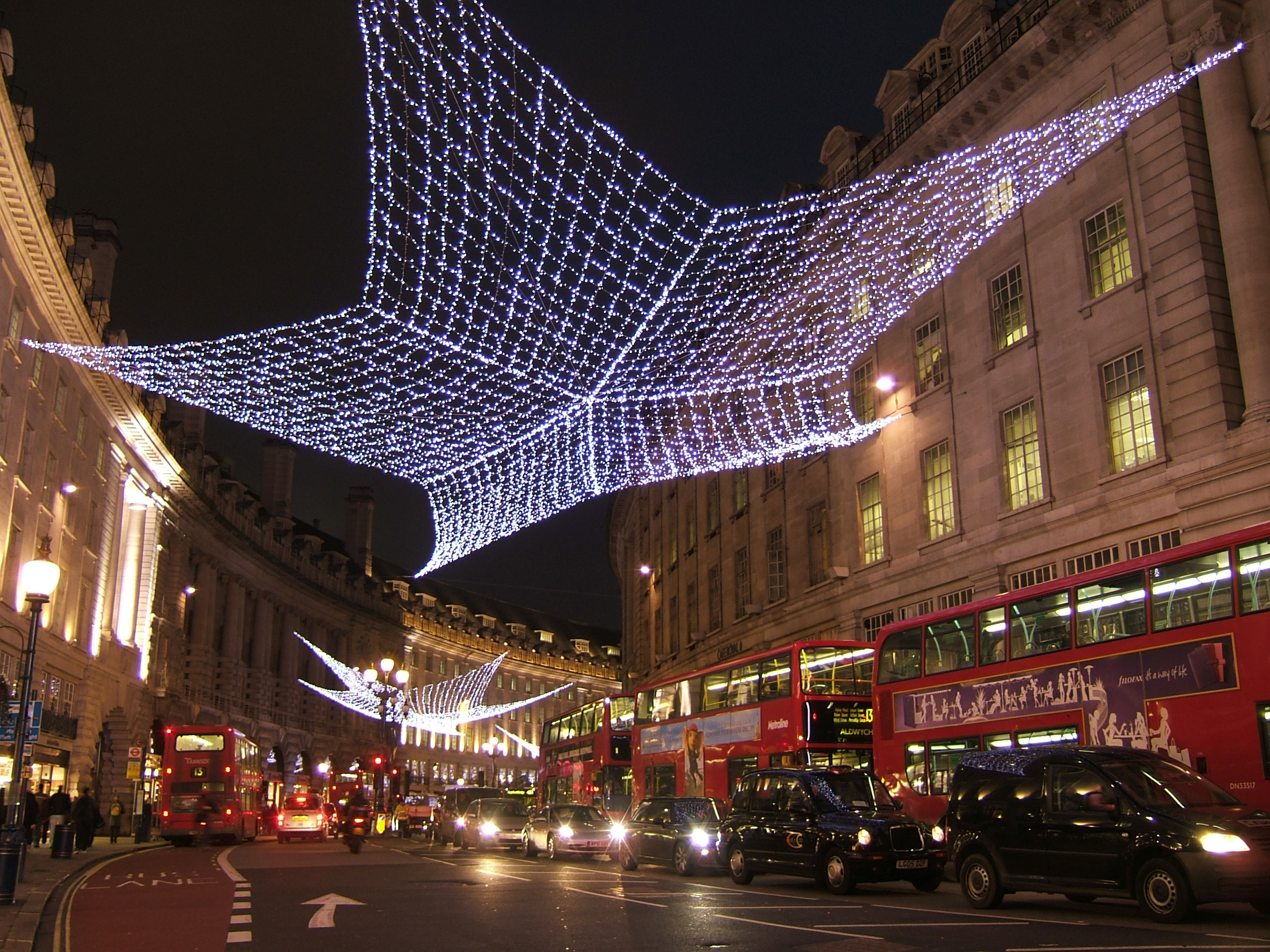
Illuminazioni natalizie del 2008 a Regent Street.
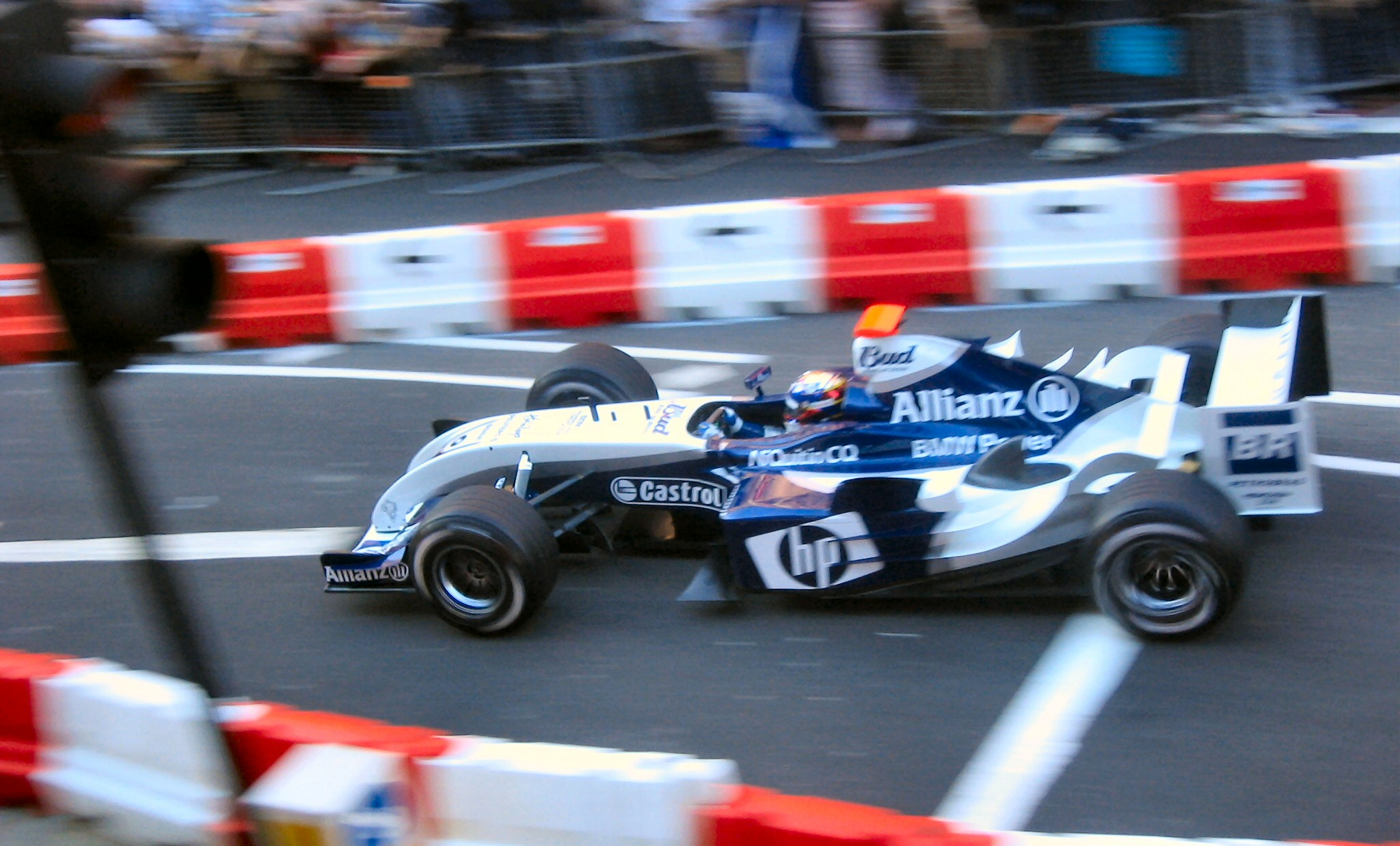
La Williams Formula Uno a Regent Street prima del Gran Premio d'Inghilterra del 2004.
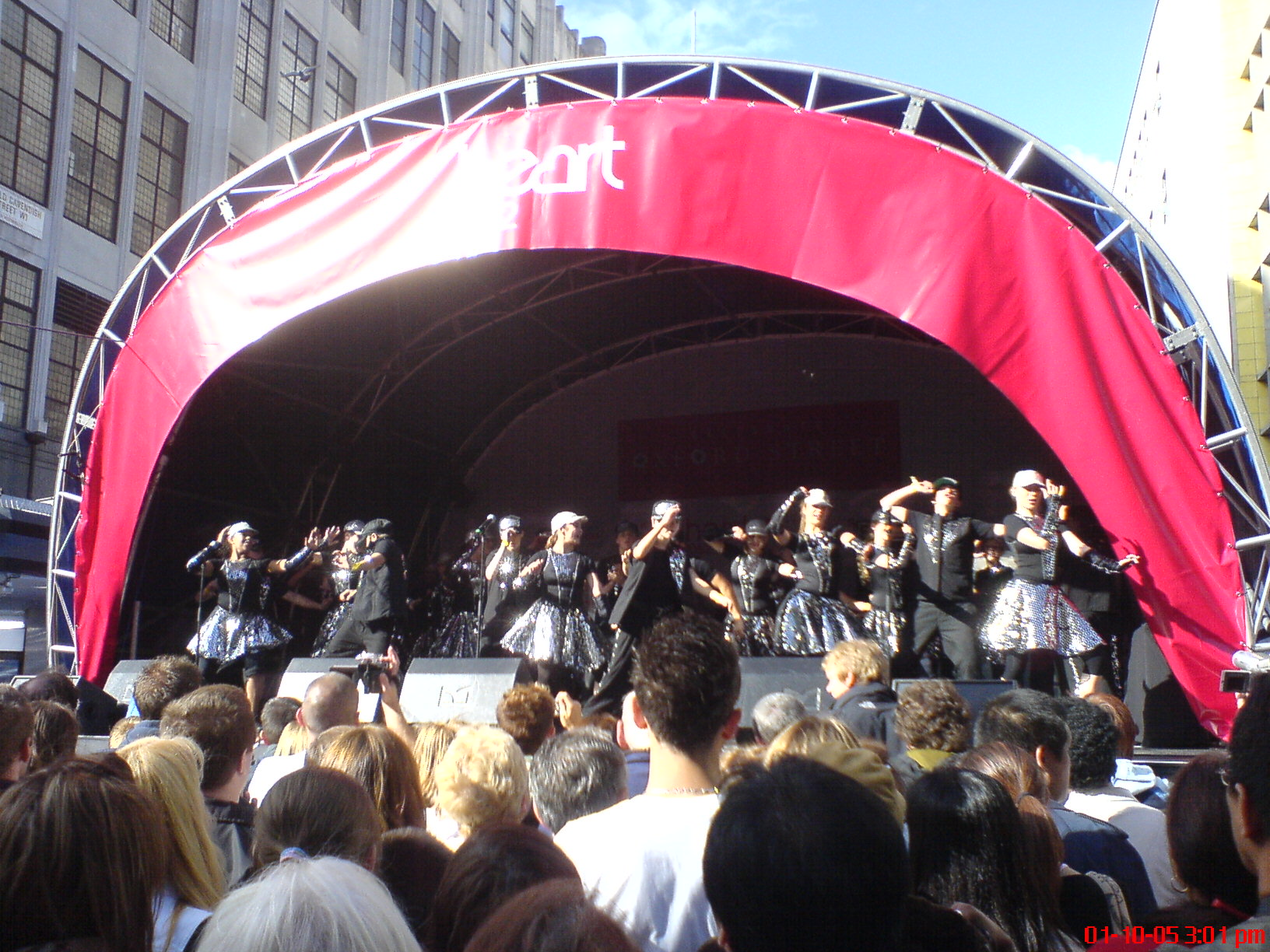
Palco in occasione del Regent Street Festival.

## Trasporti
Le stazioni della Metropolitana più vicine sono Oxford Circus e Piccadilly Circus.

## Educazione
Il campus principale della University of Westminster si trova infatti al numero 309 di Regent Street. Fondata nel 1838 sotto la presidenza di George Cayley, è una delle istituzioni educative più antiche del centro di Londra. Iniziò la sua attività come Royal Polytechnic Institution (dopo che, nell'agosto 1839, fu formalmente ricevuta una carta reale e il Principe Alberto divenne patrono dell’istituzione). Il Politecnico chiuse i battenti nel 1881, ma fu prontamente rifondato da Quintin Hogg come The Polytechnic at Regent Street. Nel 1970 si amalgamò con il Holborn College of Law, Languages and Commerce diventando il Polytechnic of Central London (PCL), che a sua volta divenne la University of Westminster nel 1992.
L'università ospita il Regent Street Cinema, che ha funzionato da piattaforma per importanti scienziati, artisti e autori come Charles Dickens, John Henry Pepper, e i Fratelli Lumière (Auguste e Louis Lumière), dove al pubblico venivano mostrate proiezioni pubbliche e private del Cinématographe. Il cinema è stato restaurato e riaperto al pubblico nel maggio 2015.

## Riferimenti culturali
Il personaggio di Lord Frederick Verisopht in Nicholas Nickleby di Charles Dickens viveva in un appartamento in Regent Street. Ciò rifletteva la natura della strada a metà del XIX secolo, quando era ancora una residenza alla moda per l'alta società londinese.